# Gerard ter Borch

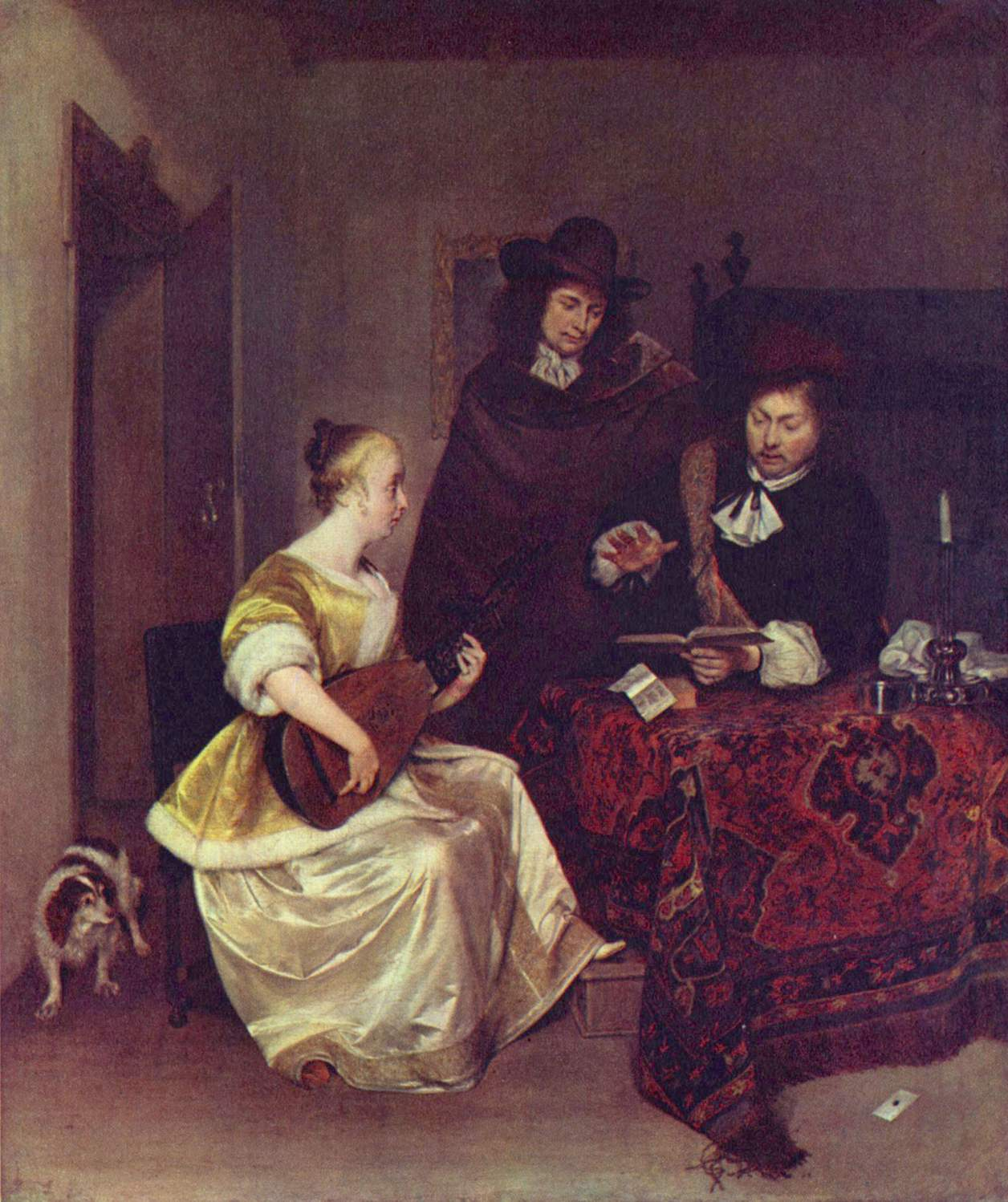
La suonatrice di tiorba, Londra, National Gallery

Gerard ter Borch (Zwolle, dicembre 1617 – Deventer, 8 dicembre 1681) è stato un pittore olandese, specializzato in scene di genere e ritratti.

## Biografia
La sua prima formazione avvenne presso il padre Gerard ter Borch il Vecchio, per poi diventare allievo del pittore di paesaggi Pieter de Molijn a Haarlem. Stimolato dalla pittura di Rembrandt e degli italiani, nel 1635 si mise in viaggio e soggiornò lungamente in Inghilterra, dove incontrò Anton van Dyck, in Spagna e a Roma. Rientrò in patria nel 1645 e risiedette ad Haarlem, Amsterdam e Münster (in Vestfalia), dove fra il 1646 e il 1648 fu ritrattista per l'ambasciatore olandese, durante le negoziazioni di pace con la Spagna. Visse poi in numerosi altri posti, fino a stabilirsi a Deventer, dove morì nel 1681.
Abile ritrattista, si specializzò nella pittura di interni e di scene domestiche della borghesia, spesso con gentili accenni ironici. Nella cura della bellezza fisica del sui soggetti traspaiono infatti talvolta accenni alla transitorietà delle cose mondane e della ricchezza, alla fugacità capricciosa dell'amore, all'essenza talvolta vuota e vana della mondanità. Fu un vero maestro nel cogliere le sfumature più sottili, tanto figuratamente nella psicologia, quanto realmente nella stesura pittorica, dove seppe cogliere con maestria il diverso incedere della luce sui più svariati materiali.

## Opere
- Donna che sbuccia una mela, 1658
- Donna che cuce, 1665 circa
- Autoritratto, 1670
- Ritratto di François Vicq, 1670
- Ritratto di Aletta Pancras, 1670
- Ritratto del conte Peneranda.